# ダンジョン&ドラゴン (映画)
『ダンジョン&ドラゴン』（原題：Dungeons & Dragons）は、2000年にアメリカで公開された、建前上は『ダンジョンズ&ドラゴンズ』ロールプレイングゲームを原作とした、コートニー・ソロモン監督・製作のファンタジー映画である。それ以外の注目すべき特徴の中のひとつに、リチャード・オブライエン（彼のTV番組The Crystal Mazeのパロディ）とトム・ベイカーのカメオ出演が、映画の印象を悪くしている点がある。
その平凡な興行成績にもかかわらず、2005年にはDVD作品（オリジナルビデオ）として『ダンジョン&ドラゴン2』（Dungeons & Dragons 2: Wrath of the Dragon God）がリリースされた（日本では劇場公開もされた）。ストーリーは直接続くものではなく、ブルース・ペインのキャラクターのダモダーが復帰している。

## あらすじ
イズメール王国では貴族―メイジだけが魔法を使い、特権階級として君臨していた。これに若き女王―サヴィーナはメイジと平民を平等化する改革を打ち出し、宰相―プロフィオンと対立する事になる。プロフィオンはサヴィーナに先んじて評議員達へ改革の脅威を説き、評議会がサヴィーナからドラゴンを従える力を持つ“女王の杖”を取り上げるよう誘導し、サヴィーナと評議会の対立を煽った。これに対抗する手段として、賢者―ヴィルダンは古代の秘宝―“サブリールの杖”を手に入れるようサヴィーナに助言するが、それを察知したプロフィオンに配下―ダモダーを差し向けられる。
その頃、ヴィルダンとその弟子―マリーナは必死に“サブリールの杖”に関する巻物の謎を解こうと、魔法大学に詰めていた。そこへ盗賊―リドリーとスネイルが盗みに入り、巻物を奪いに来たダモダーと鉢合わせてしまう。成り行きからマリーナと巻物の逃避行に巻き込まれたリドリーとスネイルは、ドワーフ―エルウッドやサヴィーナの命でマリーナを追ってきた探索者―ノルダも引き連れ、イズメールの命運をかけたサブリールの杖争奪戦を手伝う羽目になるのだった。

## 登場人物
リドリー
サムドールの町のギルドに所属する、盗賊の青年。一攫千金を夢見て盗みに入り込んだ魔法大学で、あっさりと魔法で自分達を捕えたマリーナを気に入り、サブリールの杖捜索に協力する。盗賊ながら仁義に厚く、その身軽さ・頭の回転の早さ・強い精神力でザイラスギルドの“試練の迷宮”をクリアするなど、杖捜索に大きく貢献する。
マリーナ
見習い魔術師。“サブリールの杖”に関する巻物の解明を手伝っていて、巻物を奪わんとしたダモダーから逃走。ヴィルダン殺害の濡れ衣を着せられて指名手配されながらも、杖を見付けようと奮闘する事になる。当初はメイジ階級である事を鼻に掛けた傲慢な女性で、リドリーにもエルウッドにも差別的な態度を取る。しかし度重なるピンチを救ってくれたリドリーに惹かれたのを期に、弟子としてヴィルダンの杖研究に付き合っていただけだった冒頭から一転、サヴィーナの平等化改革を本心から支持するようになっていく…。
スネイル
リドリーの相棒の盗賊。欲に目が眩み易く単純な性格だが、お調子者ゆえに愛嬌があり身軽。リドリーに付き合わされて入り込んだ魔法大学でマリーナに巻き込まれたものの、“ドラゴン宮”で“サブリールの杖”を手に入れるのに必要な“ドラゴンの瞳”が巨大ルビーだというのに釣られて、渋々ながら杖捜索に加わる。
エルウッド
ドワーフの戦士。下町の一角で路上生活をしていたが、ダモダーに追われたマリーナ達によって睡眠を妨げられた事で激怒し、巻物争奪戦に乱入。マリーナの逃走に一役買う結果になる。そのまま、金貨の褒美に釣られて杖捜索にも同行する。
ノルダ
エルフの戦士。ヴィルダンの死でプロフィオンも“サブリールの杖”を狙い始めたと気付いたサヴィーナより、巻物を持つマリーナの追跡と杖入手の命を受けた探索の名手。スレンダーな体つきにストイックでドライな雰囲気を持つ女性で、酒場ではスネイルに一目惚れされている。
サヴィーナ
イズメール王国の現女王。一部の人間だけがメイジとして魔法技術や権力を独占し、多くの平民達を奴隷同然に扱っているという現実を憂い、メイジと平民を平等化する改革を唱える。が、その高潔な理想や実現への揺るぎない覚悟は評議員の多くに改革への不安を与えており、プロフィオンに足元を掬われる元になってしまう。王族としてドラゴンを操れる“女王の杖”を継承しているが、その若さからまだ完全には力を御し切れていない模様。
プロフィオン
イズメール王国の悪の宰相。サヴィーナに替わって王国を牛耳る事を目論んで、“女王の杖”同様にドラゴンを操る術を日々研究していたが、サヴィーナの平等化改革を利用して評議会を自らの味方に取り込んでしまう。更にサヴィーナを出し抜くため、各所に放った使い魔からの情報を駆使して“サブリールの杖”の横取りも企む。
ダモダ―
プロフィオン配下の王宮兵士隊長。武芸に秀でた禿頭の剣士で、“サブリールの杖”強奪を命じられてヴィルダンを襲うが、手掛かりの巻物ごとマリーナに逃げられてしまい、罰としてプロフィオンから寄生生物を体内に入れられてしまう。
サブリール
大昔の大魔術師。“女王の杖”で操れるドラゴンよりも凶暴なレッド・ドラゴンを支配可能な“サブリールの杖”の製作者で、杖を生みだした咎により死ねない呪いを受け、白骨化して尚杖の番人をしている。“ドラゴン宮”へ杖を取りに来たリドリーに自身の過去を語り、杖を使う者は非業の死を遂げる呪いに蝕まれると警告するが…。

## キャスト
| 役名                   | 俳優                       | 日本語吹替                 | 日本語吹替 | 日本語吹替 |
| 役名                   | 俳優                       | ソフト版                   | 日本テレビ版 |            |
| ---------------------- | -------------------------- | -------------------------- | --- | ---------- |
| リドリー・フリーボーン | ジャスティン・ホーリン     | 置鮎龍太郎                 | 石田彰 |            |
| スネイルズ             | マーロン・ウェイアンズ     | 小森創介                   | 高木渉 |            |
| 宰相プロフィオン       | ジェレミー・アイアンズ     | 堀井真吾                   | 松橋登 |            |
| 女王サヴィーナ         | ソーラ・バーチ             | 皆口裕子                   | 坂本真綾 |            |
| マリーナ・プレテンサ   | ゾー・マクラーレン         | 玉川砂記子                 | 松本梨香 |            |
| ダモダー               | ブルース・ペイン           | 諸角憲一                   | 磯部勉 |            |
| ノルダ                 | クリステン・ウィルソン     | 米本千珠                   | 深見梨加 |            |
| エルウッド             | リー・アレンバーグ         | 青野武                     | 樋浦勉 |            |
| ザイラス               | リチャード・オブライエン   | 麻生智久                   | 山路和弘 |            |
| ヴィルダン             | エドワード・ジューズバリー | 宝亀克寿                   | 永井一郎 |            |
| その他                 | N/A                        | N/A                        | 西本裕行 たかお鷹 亀山助清 落合弘治 宝亀克寿 浅野まゆみ 藤貴子 喜田あゆ美 宗矢樹頼 船木真人 石住昭彦 土田大 鳥畑洋人 川村拓央 小形満 桜井敏治 |            |
| 日本語版制作スタッフ   |                            |                            | |            |
| プロデューサー         | プロデューサー             | 安藤功史 菊地恒行 （日活） | 大塚恭司 北島有子 （日本テレビ） |            |
| プロデューサー補       | プロデューサー補           |                            | 野地玲子 村井多恵子 |            |
| 演出                   | 演出                       | 小川利夫                   | 蕨南勝之 |            |
| 翻訳                   | 翻訳                       | 堂本咲子                   | 高山美香 |            |
| 調整                   | 調整                       | 小菅学                     | 金谷和美 |            |
| 効果                   | 効果                       |                            | リレーション |            |
| 録音                   | 録音                       |                            | KSSスタジオ |            |
| 制作担当               | 制作担当                   |                            | 別府憲治 （HALF H・P STUDIO） |            |
| 日本語版制作           | 日本語版制作               | ヴイ・ビジョンスタジオ     | |            |
| 初回放送               | 初回放送                   |                            | 2004年5月21日 『金曜ロードショー』 |            |

## 反応
映画への決定的な反応は主に批判的であった。映画はRottentomatoes.comで10%の得点、Internet Movie Databaseで3.6のみじめな評価であった。この理由には監督、製作を担当したコートニー・ソロモンの脚本・製作・台本そしてカメラワークと、マーロン・ウェイアンズ、ジェレミー・アイアンズそしてソーラ・バーチの演技が含まれる。
ソロモンはこの作品が投資家による様々な干渉によって自分の意図とは異なる作品となったと述べている。これには映画の企画が動いている時期に、ロールプレイングゲーム版『ダンジョンズ&ドラゴンズ』のライセンス元であるTSR社がウィザーズ・オブ・ザ・コースト社に買収された影響があるという。しかし、映画の品質が悪かったのには自身の映画製作の経験不足にも責任があると述べている。彼はまた、映画公開の同年に発売された『ダンジョンズ&ドラゴンズ』の新しいバージョンにフィットするものを書いたにもかかわらず、古い脚本の使用を強制されたと主張している。

### 興行成績
映画は、公開初週に$7,237,422を売り上げ、北米興行成績で5位に付けた。映画は国内興行成績が総額$15,220,685に達したが、映画の予算3500万ドルに届かず、そして海外総額は$18,586,724で、全世界の売上総額は$33,807,409に達した。

### ロールプレイングゲーム
ウィザーズ・オブ・ザ・コースト社は映画をベースにした"The Sewers of Sumdall"と呼ばれる、早く遊べるゲームをリリースした。これは印刷できるPDFファイルを収めたDVD-ROMである。